# Broekelei
De Broekelei is een natuurgebied in de Belgische gemeente Keerbergen. Het gebied is 100 ha groot waarvan 30 ha wordt beheerd door Natuurpunt.

## Ontstaan
Het natuurgebied is een fossiele riviermeander die zo’n 10.000 jaar geleden ontstond tijdens de laatste ijstijd. Nu stroomt er de Spuibeek.

## Flora en fauna
Tot de flora behoren adderwortel en moerasviooltje, en ook orchideeën komen er voor. Van de vogels kunnen goudhaantje, ijsvogel, wintertaling en sijs worden genoemd.

## Toegankelijkheid
Er lopen wandelpaden, waaronder vlonderpaden, door het gebied.